# Cajidiocan
Cajidiocan è una municipalità di quarta classe delle Filippine, situata nella Provincia di Romblon, nella regione di Mimaropa.
Cajidiocan è formata da 14 baranggay:
- Alibagon
- Cambajao
- Cambalo
- Cambijang
- Cantagda
- Danao
- Gutivan
- Lico
- Lumbang Este
- Lumbang Weste
- Marigondon
- Poblacion
- Sugod
- Taguilos